# تارا فلانغن
تارا فلانغن (بالإنجليزية: Tara Flanagan)‏ هي لاعبة اتحاد الرغبي أمريكية، ولدت في 1964.